# Governo Disraeli I
Dopo la sessione parlamentare che produsse il Second Reform Bill, l'eventuale assunzione da parte di Disraeli del ruolo di leader del partito Conservatore era praticamente ovvia. Mentre egli continuava ad essere avversato da alcuni elementi della destra (tra i quali spiccava Robert Gascoyne-Cecil, III marchese di Salisbury, lui stesso futuro primo ministro inglese), il suo ruolo nell'assicurarsi il passaggio a legge del Second Reform Bill e la sua opposizione basilare a William Ewart Gladstone, gli consentirono di ottenere l'adulazione di buona parte del parlamento.
Purtroppo da qualche tempo la salute del primo ministro e capo del partito conservatore Edward Smith-Stanley, XIV conte di Derby, continuava a peggiorare, a tal punto che nel febbraio del 1868 egli venne costretto alle dimissioni a causa delle proprie condizioni di salute, su consiglio della stessa regina Vittoria del Regno Unito. Il 27 febbraio 1868 la scelta per il nuovo primo ministro ricadde su Benjamin Disraeli il quale iniziò il proprio primo governo. Ad ogni modo i conservatori continuavano ad essere una minoranza alla Camera dei Comuni ed il Reform Bill richiedeva necessariamente nuove elezioni. Pertanto il periodo di governo di Disraeli fu tutto sommato ridotto.
Anche se gli incarichi di gabinetto rimasero quelli del governo precedente, Disraeli apportò delle leggere modifiche: pose Frederic Thesiger, I barone Chelmsford quale Lord Cancelliere con Hugh Cairns, I conte Cairns, e pose George Ward Hunt quale Cancelliere dello Scacchiere. Egli prescelse James Harris, III conte di Malmesbury per succedere a Derby quale Leader della Camera dei Comuni.

## La chiesa irlandese
La principale discussione parlamentare condotta durante il primo breve governo Disraeli fu relativa alla questione irlandese, imperniata sulla legittimità della Chiesa d'Irlanda.

## Il gabinetto di governo
| Incarico                                                     | Nome                                                                                | Termine                 |
| ------------------------------------------------------------ | ----------------------------------------------------------------------------------- | ----------------------- |
| First Lord of the Treasury Leader della Camera dei Comuni    | Benjamin Disraeli                                                                   | febbraio–dicembre 1868  |
| Lord Cancelliere                                             | Hugh Cairns, I conte Cairns                                                         | febbraio–dicembre 1868  |
| Lord Presidente del Consiglio                                | John Spencer-Churchill, VII duca di Marlborough                                     | febbraio–dicembre 1868  |
| Lord Privy Seal Leader della Camera dei Lords                | James Howard Harris, III conte di Malmesbury                                        | febbraio–dicembre 1868  |
| Home Secretary                                               | Gathorne Hardy                                                                      | febbraio–dicembre 1868  |
| Segretario di Stato per gli affari esteri e del Commonwealth | Lord Stanley                                                                        | febbraio–dicembre 1868  |
| Segretario di Stato per le Colonie                           | Richard Temple-Nugent-Brydges-Chandos-Grenville, III duca di Buckingham and Chandos | febbraio–dicembre 1868  |
| Segretario di Stato per la Guerra                            | Sir John Pakington, baronetto                                                       | febbraio–dicembre 1868  |
| Segretario di Stato per l'India                              | Sir Stafford Northcote, baronetto                                                   | febbraio–dicembre 1868  |
| Cancelliere dello Scacchiere                                 | George Ward Hunt                                                                    | febbraio–dicembre 1868  |
| Primo Lord dell'Ammiragliato                                 | Henry Thomas Lowry-Corry                                                            | febbraio–dicembre 1868  |
| President of the Board of Trade                              | Charles Gordon-Lennox, VI duca di Richmond                                          | febbraio–dicembre 1868  |
| First Commissioner of Works                                  | Lord John Manners                                                                   | febbraio–dicembre 1868  |
| Capo Segretario per l'Irlanda                                | Richard Bourke, VI conte di Mayo                                                    | febbraio–settembre 1868 |
|                                                              | nessun successore                                                                   |                         |

Cambiamenti
- settembre 1868: il conte di Mayo divenne Viceré d'India. Non ebbe successori nel gabinetto di governo.